# Lista de grupos de ídolos da Coreia do Sul (década de 2010)
Esta é uma lista de grupos de ídolos sul-coreanos que estrearam desde de 2010 até 2019

## 2010
- Coed School
- DMTN
- Girl's Day
- GD&TOP
- GP Basic
- Homme
- Infinite
- JYJ
- miss A
- Nine Muses
- Orange Caramel
- Sistar
- Teen Top
- The BOSS
- ZE:A

## 2011
- Apink
- B1A4
- Block B
- Boyfriend
- Brave Girls
- C-REAL
- Chocolat
- Dal Shabet
- F-ve Dolls
- M.I.B
- N-Train
- Rania
- Sistar19
- Stellar
- Super Junior-D&E
- Trouble Maker
- Ulala Session

## 2012
- 100%
- 15&
- A-Jax
- AOA
- B.A.P
- BtoB
- Crayon Pop
- Cross Gene
- D-Unit
- EvoL
- EXID
- Exo
- Fiestar
- Gangkiz
- Girls' Generation-TTS
- Glam (grupo musical)
- Hello Venus
- JJ Project
- Lunafly
- Melody Day
- Mr.Mr
- NU'EST
- Puretty
- She'z
- Skarf
- Spica
- Tahiti
- The SeeYa
- Tiny-G
- Two X
- VIXX
- Younique Unit

## 2013
- 5urprise
- AlphaBAT
- AOA Black
- Bestie
- BTS
- Global Icon
- Infinite H
- Ladies' Code
- QBS
- Speed
- T-ara N4
- Xeno-T
- Wassup

## 2014
- 4Ten
- Akdong Musician
- B.I.G
- Berry Good
- D.Holic
- Four Ladies
- GD X Taeyang
- Got7
- Halo
- Hotshot
- Laboum
- Lip Service
- Lovelyz
- Mamamoo
- Red Velvet
- Sonamoo
- Winner
- Uniq

## 2015
- April
- Bastarz
- CLC
- Day6
- DIA
- GFriend
- IKon
- Laysha
- ONEWE
- Monsta X
- N.Flying
- Oh My Girl
- Playback
- Seventeen
- Snuper
- Twice
- Unicorn
- UP10TION
- VAV
- VIXX LR

## 2016
- AOA Cream
- Astro
- Blackpink
- Bolbbalgan4
- CocoSori
- Cosmic Girls
- Exo-CBX
- Gugudan
- I.B.I
- I.O.I
- Imfact
- INX
- KNK
- MASC
- MOBB
- Momoland
- NCT
- Nine Muses A
- Pentagon
- Pristin
- SF9
- Victon

## 2017
- 3Racha
- A.C.E
- Blanc7
- Bonus Baby
- Busters
- Dreamcatcher
- Elris
- Golden Child
- Good Day
- Honeyst
- Highlight
- Hyeongseop X Euiwoong
- JBJ
- Kard
- Longguo & Shihyun
- Myteen
- ONF
- P.O.P
- Pristin
- The Boyz
- The Rose
- Triple H
- Wanna One
- Weki Meki

## 2018
- (G)I-dle
- Ateez
- Boy Story
- Fromis 9
- Oh!GG
- Iz One
- GWSN
- NeonPunch
- Loona
- Pristin V
- Spectrum
- Stray Kids
- UNB

## 2019
- 1Team
- 3YE
- AB6IX
- Cherry Bullet
- Everglow
- Exo-SC
- Hinapia
- Itzy
- Jus2
- Newkidd
- Oneus
- Onewe
- Rocket Punch
- SuperM
- TXT
- X1